# Загальноосвітня школа № 10 (Ромни)
Роменська загальноосвітня школа № 10 — навчальний заклад, ліцей з початковою школою та гімназією у м. Ромни.

## Історія школи
Згідно з архівними даними, у 1884 році в селі Процівка була заснована початкова школа, у якій працювало 3 вчителі, навчалося 175 дітей: дівчаток — 84, хлопчиків — 91. У шкільній бібліотеці налічувалося 167 книжок.
У 1915 році в селі Процівка було Процівське початкове народно-земське училище Полтавської губернії Роменського повіту. Учителі за походженням були із дворян та духовенства.
У 1919—1920 роках організована Процівська народна Радянська трудова школа 1-го ступеня, у якій було 3 комплекти, 3 відділи, паралельних класів — 1, учнів — 94: хлопчиків — 46, дівчаток — 48, шкільних працівників — 5. Навчальний рік починався 27 жовтня, закінчувався 29 травня.
У 1933 році у селі Процівка була відкрита семирічна політехнічна школа на 295 учнів. У молодших класах навчалося 202 учні, у 5-7-х — 93. Перший випуск відбувся в 1936 році. Семирічну освіту одержали 24 учні. У школі працювали 12 учителів, колектив забезпечувався наочними посібниками, при школі була бібліотека.
У 1940—1941 навчальному році Процівська школа працювала в дві зміни. Добре обладнаними були фізичний і біологічний кабінети. Активно працював батьківський комітет, який надавав дієву допомогу в ремонті школи, харчуванні дітей. Головою батьківського комітету була Найденко Уляна.
Напередодні німецько-радянської війни випускниками-відмінниками були Лось Марія Миколаївна (після війни працювала вчителем математики школи № 5 м. Ромен) та Фоміна Ніна Костянтинівна (довгий час займала посаду головного бухгалтера Роменського мельзаводу).
Німецько-радянська війна завдала багато матеріальних збитків Процівській школі: повністю були знищені фізичний і біологічний кабінети, бібліотека, приміщення школи використовувалося німцями як табір для полонених.
На фронтах війни на боці СРСР загинуло багато вчителів та вихованців школи. Випускникам Процівської школи Барабашу Афанасію Семеновичу та Леньову Георгію Матвійовичу було присвоєно звання Героя Радянського Союзу.
У 1943 році, після відновлення радянської окупації в селі Процівка, учителі взяли активну участь у відновленні роботи школи (завідувачем школи на той час був Карбан A.M.). Починаючи з 1943 року, школа була початковою, а з 1944 стала семирічною, із 1960 року — восьмирічною загальноосвітньою трудовою політехнічною школою.
У післявоєнний період Процівську школу очолював Щербак B.JI. (приблизно з 1947 по 1948 роки), потім Городецький М. М. (приблизно 1949 — 1952 роки), із 1954 року — Давидюк К. І. Вчителі ветерани, ті, хто відбудовував навчальний заклад після війни, у 60-70-х роках: Величко О. М., Каплюченко П. Д., Пархоменко А. Х., Коваленко М. К., Сидоренко О. П., Желаєва О. В., Тихвіна С. М., Букшована С. Я., Букшований К. Ф., Нестеренко М. І., Площик Н. М., Буянівська П. О., Циганенко З. М., Аятоненко О. Д., Каплюченко М. Я., Білоцерківська П. К., Перезва Н. В., Гирко Н. Д., Жуковська З. М., Брагіна М. Г., Красножон М. Н..
У 1962 році село Процівка ввійшло до складу міста Ромен. Кількість учнів школи поступово збільшувалася, а заняття проходили в трьох приміщеннях. Тому було вирішено розпочати будівництво нового приміщення школи. У 1972 році здали в експлуатацію двоповерхове приміщення на 740 учнів. Першим директором новозбудованої школи став Давидюк К. І. Із 1972 по 1978 роки школу очолював Коноваленко І. Д., а з 1978 по 1982 роки — Труфанов Ю. Г.

## Школа з 1982 року по наш час
6 липня 1982 року директором загальноосвітньої школи № 10 була призначена Пигар Людмила Олександрівна. В 1988 році школа отримала статус середньої. Було здійснено перепланування приміщення школи, проведено природний газ, воду, збудовано нові майстерні. Заступник директора Коломієць Лідія Володимирівна.
Навчально-виховний процес для 393 учнів забезпечують 33 вчителі: із них 28 мають вищу освіту, 5 — середню спеціальну. Починаючи з 2001—2002 навчального року «Золотою медаллю» нагороджені 13 учнів, «Срібною» — 7.
Президентська Учнівська Демократична Республіка — координатор учнівського самоврядування в навчальному закладі з 2004 року. Першим Президентом школи став Комлик Роман. 2007 року учні обрали нового Президента — Оврамець Ольгу (10кл.). А у 2009 році, згідно з Конституцією Президентської Республіки, учні школи шляхом таємного голосування на загальношкільних виборах обрали Президентом школи Пилипенко Ірину. Вона гідно представляє УДР в міській Дитячій дорадчій раді.
Ветерани педагогічної праці: Суходольська Валентина Вікторівна (вчитель хімії), Анісімова Надія Петрівна (вчитель початкових класів), Нікітіна Таїсія Олексіївна (вчитель біології), Тарасенко Лідія Марківна (вчитель біології та хімії), Пушкарьова Галина Панасівна (вчитель початкових класів), Олексієнко Надія Григорівна (вчитель історії), Пархоменко Валентин Хрисантович (завуч школи, учитель російської мови та літератури), Пономаренко Зінаїда Андріївна (вчитель математики), Коноваленко Надія Дмитрівна (вчитель англійської мови), Більченко Павло Кирилович (вчитель фізики), Панченко Марія Іванівна (вчитель російської мови та літератури), Василенко Володимир Миколайович (вчитель трудового навчання), Волинська Ольга Андріївна (вчитель української мови та літератури), Більченко Ольга Омелянівна (вихователь групи продовженого дня), Семко Людмила Федорівна (вчитель української мови та літератури), Дядюра Дмитро Іванович (вчитель географії), Руденко Галина Леонтіївна (вчитель початкових класів), Антоненко Ольга Олексіївна (піонервожата), Картава Лідія Тимофіївна (вчитель початкових класів), Руденко Любов Степанівна (вчитель математики), Білоножко Микола Павлович (вчитель фізкультури), Зозуля Павло Гаврилович (вчитель англійської мови), Патока Юрій Вікторович (вчитель музики), Дука Катерина Олексіївна (вчитель математики), Лапко Катерина Прокопівна (вчитель російської мови та літератури), Божко Галина Тимофіївна (вчитель початкових класів), Рубан Ольга Іванівна (завуч школи, учитель математики), Дрозденко Світлана Трохимівна (вчитель російської мови та літератури), Бабко Раїса Григорівна (вчитель початкових класів), Коротушко Раїса Петрівна (вихователь групи продовженого дня), Бурка Катерина Павлівна (вчитель початкових класів), Рибак Галина Петрівна (бібліотекар).